# Vijender Kumar
Vijender Kumar Singh (em hindi: विजेन्द्र कुमार; Kaluwas, 29 de outubro de 1985) é um boxista indiano que representou seu país em duas edições de Jogos Olímpicos.
Em sua primeira participação, em Atenas 2004, Kumar competiu na categoria meio-médio, mas perdeu logo na luta de estreia contra o turco Mustafa Karagollu. Passou a competir na categoria médio, e nos Jogos Olímpicos de Verão de 2008, realizados em Pequim, na República Popular da China, conseguiu a medalha de bronze após perder nas semifinais para o cubano Emilio Correa Bayeux por pontos (5–8).